# Büdefeld (Korbach)
Büdefeld ist ein wüst gefallener Ort in der Gemarkung von Goldhausen, einem Stadtteil von Korbach im nordhessischen Landkreis Waldeck-Frankenberg. 
Die Siedlung lag an einem kleinen Bachlauf auf 440 m Höhe über NHN unmittelbar östlich der Landesstraße L 3083 von Lengefeld nach Eppe. Sie wurde urkundlich erstmals am 15. September 980 als „villa in Budineveldon“ erwähnt, als der König und spätere Kaiser Otto II. im Tausch für die Gemarkungen Meginrichesdorf und Memleben dem Kloster Corvey unter anderem Besitzungen in „Budineveldon“ im Ittergau in der Grafschaft des Grafen Asicho schenkte. Der Ort wurde wahrscheinlich im frühen 16. Jahrhundert aufgegeben.
Laut Ganßauge u. a.:
- war der Ort im zweiten Viertel des 14. Jahrhunderts als „Bodenvelt“ und im Jahr 1501 als „Bodenfelde“ bekundet;
- waren im 14. Jahrhundert zwei Höfe zu Bodenfelde waldeckisches Lehen derer von Bodenfelde;
- verzichteten 1402 die Herren von Elle gegen Brosecke/Ambrosius von Viermünden auf das Gut zu Bodenfelde;
- wurde der Ort im Jahr 1457 als Dorf bezeichnet;
- verkaufte Johann von Viermünden 1501 seinen Hof zu Bodenfelde;
- verzichteten die Herren von Grafschaft im Jahre 1518 auf den Zehnten zugunsten derer von Viermünden.

Der Ort war vermutlich namensgebend für das Adelsgeschlecht Biedenfeld, das seinen Stammsitz in Berghofen bei Battenberg hatte.